# Герцог Камберленд и Тэвиотдейл

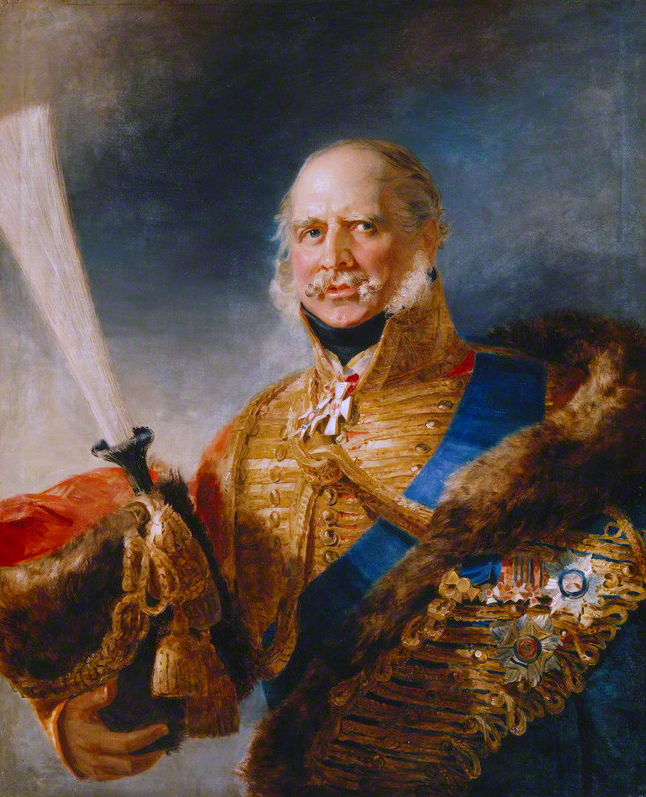
Король Ганновера Эрнст Август I

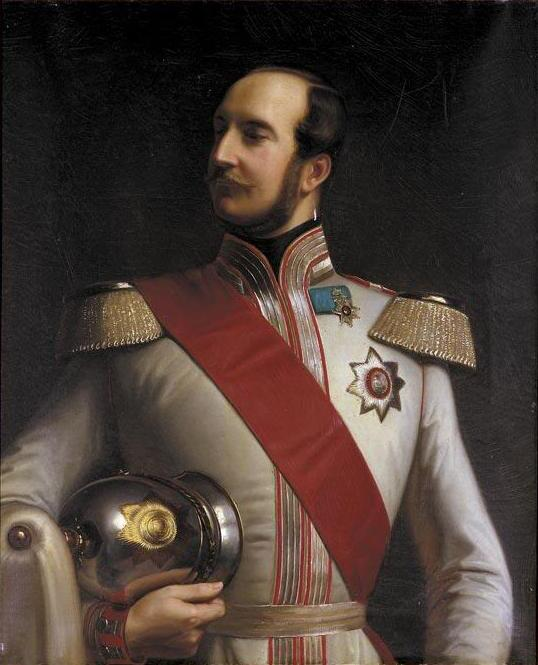
Король Ганновера Георг V

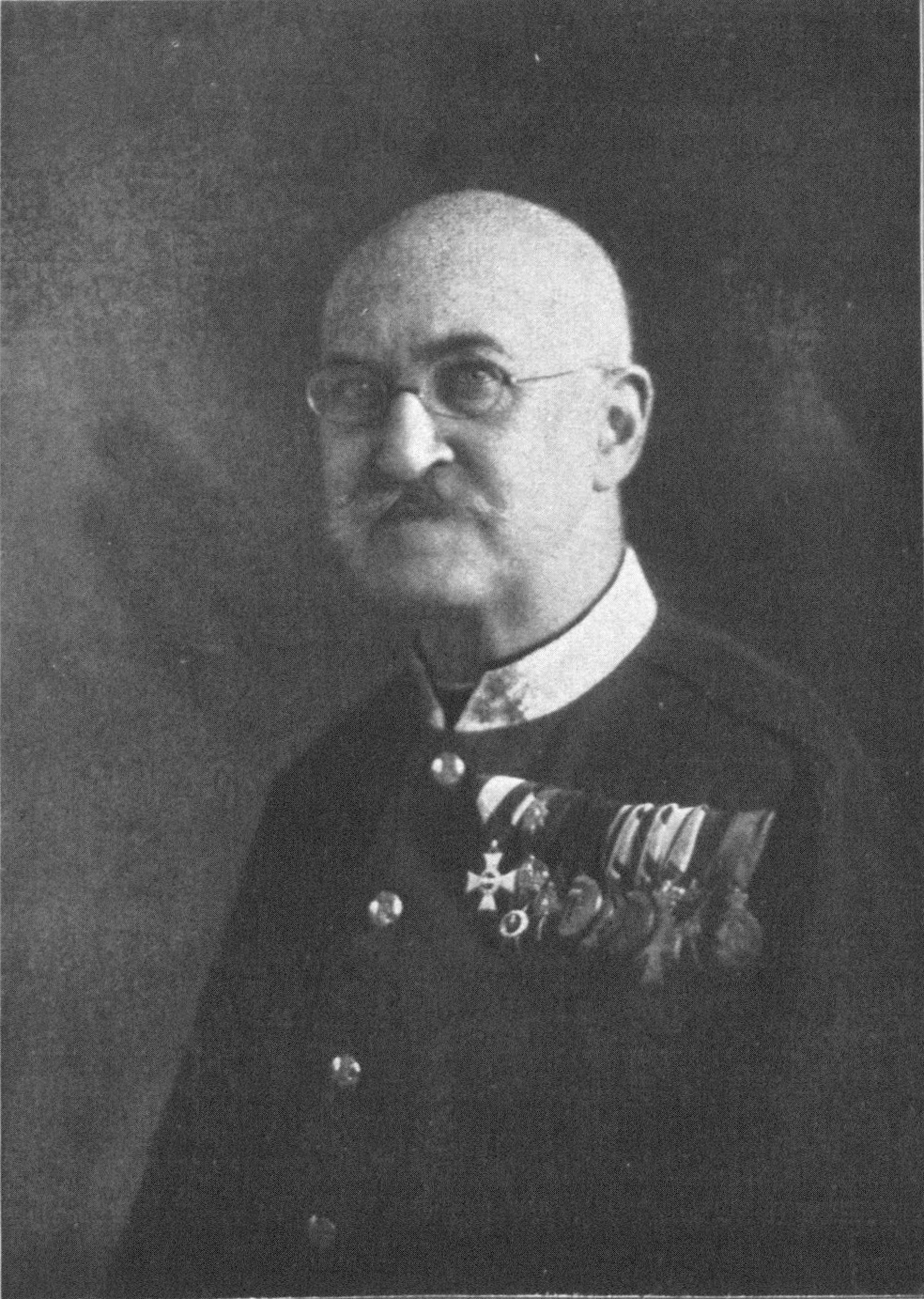
Эрнст Август II Ганноверский

Герцог Камберленд и Тэвиотдейл (англ. Duke of Cumberland and Teviotdale) — аристократический титул в системе Пэрства Великобритании. Он был создан для младших членов Британской королевской семьи.
Герцогские титулы происходили от графства Камберленд в Англии и области Тэвиотдейл в Шотландии. Титул был создан 24 апреля 1799 года для принца Эрнста Августа (1771—1851), пятого сына короля Великобритании и Ганновера Георга III. Дополнительный титул: граф Арма в системе Пэрства Ирландии.
Во время Первой мировой войны в 1917 году в Великобритании был принят Акт о лишении титулов, согласно которому титул герцога Камберленда и Тэвиотдейла был ликвидирован в марте 1919 года.

## История
Титул герцога Камберленда был создан три раза в системе Пэрства Великобритании в 1726, 1766 и 1799 годах.
24 апреля 1799 года двойной герцогский титул был создан для принца Эрнеста Августа, будущего короля Ганновера и пятого сына короля Великобритании Георга III. В июне 1837 года Эрнст Август занял ганноверский королевский престол под именем Эрнста Августа I. В 1851 году после смерти Эрнста Августа герцогский титул унаследовал его единственный сын, Георг V (1819—1878), последний король Ганновера в 1851—1866 годах. Во время Австро-прусской войны королевство Ганновер было оккупировано прусской армией. Ганновер был включен в состав Прусского королевства. Король Георг V был низложен и уехал в эмиграцию, но не отказался от своих прав. В 1878 году после смерти Георга V ему наследовал его единственный сын, Эрнст Август II (1845—1923), титулярный король Ганноверский, а также 3-й герцог Камберленд и Тэвиотдейл. Эрнст Август, сохраняя свои претензии на Ганноверское королевство, был широко известен под титулом герцога Камберлендского.
Титул герцога Камберленда и Тэвиотдейла был ликвидирован 28 марта 1919 года из-за прогерманской деятельности Эрнста Августа во время Первой мировой войны. В соответствии с Актом о лишении титулов 1917 года, мужские наследники 3-го герцога Камберленда и Тэвиотдейла имели право ходатайствовать перед британской короной о восстановлении их титулов. Но на сегодняшний день никто этого не сделал. В настоящее время наследником является принц Эрнст Август Ганноверский (род. 26 февраля 1954), правнук 3-го герцога Камберленда и нынешний глава Ганноверского королевского дома.

## Герцоги Камберленд и Тэвиотдейл
- 1799—1851: Принц Эрнст Август Ганноверский, 1-й герцог Камберленд и Тэвиотдейл (5 июня 1771 — 18 ноября 1851), пятый сын короля Великобритании и Ганновера Георга III (1738—1820) и Шарлотты Мекленбург-Стрелицкой (1744—1818). Король Ганновера (1837—1851)
- 1851—1878: Принц Георг Ганноверский, 2-й герцог Камберленд и Тэвиотдейл (27 мая 1819 — 12 июня 1878), единственный сын короля Эрнста Августа Ганноверского (1771—1851) и Фридерики Мекленбург-Стрелицкой (1778—1841). Последний король Ганновера в 1851—1866 годах.
- 1878—1919: Принц Эрнст Август Ганноверский, 3-й герцог Камберленд и Тэвиотдейл (21 сентября 1845 — 14 ноября 1923), единственный сын короля Георга V Ганноверского (1819—1878) и Марии Саксен-Альтенбургской (1818—1907).